# Coenagriocnemis
Coenagriocnemis – rodzaj ważek z rodziny łątkowatych (Coenagrionidae).
Do rodzaju należą następujące gatunki:
- Coenagriocnemis insularis (Selys, 1872)
- Coenagriocnemis ramburi Fraser, 1950
- Coenagriocnemis reuniensis (Fraser, 1957)
- Coenagriocnemis rufipes (Rambur, 1842)